# 아더후드
《아더후드》(영어: Otherhood)는 2019년 공개된 미국의 코미디 영화이다. 신디 슈팩이 감독하고 슈팩과 마크 앤드러스가 각본을 맡았으며, 앤절라 배싯, 퍼트리샤 아켓, 펄리시티 허프먼, 제이크 호프먼, 제이크 레이시, 싱콰 월스 등이 출연하였다. 윌리엄 섯클리프의 2008년 소설 'Whatever Makes You Happy'가 원작이다. 예고 없이 뉴욕시의 아들들 집에 나타나는 세 교외 어머니들의 이야기를 다룬다.
2019년 7월 21일 51페스트에서 전 세계 최초로 공개되었고, 2019년 8월 2일 넷플릭스를 통해 공개되었다. 이 영화는 대체로 부정 평가를 받았지만 허프먼의 연기는 평단으로부터 칭찬받았다.

## 출연
- 앤절라 배싯 - 캐럴 워커 역
- 퍼트리샤 아켓 - 질리언 리버먼 역
- 펄리시티 허프먼 - 헬렌 홀스턴 역
- 제이크 호프먼 - 대니얼 리버먼 역
- 제이크 레이시 - 폴 홀스턴마이어스 역
- 싱콰 월스 - 맷 워커 역
- 하이디 가드너 - 에린 역
- 스티븐 컹켄 - 조엘 리버먼 역
- 데이미언 영 - 프랭크 역
- 애프턴 윌리엄슨 - 줄리아 역
- 프랭크 더줄리오 - 안드레이 역
- 베키 뉴턴 - 앤드리아 역
- 마리오 캔톤 - 캘빈 역
- 팀 배글리 - 마일스 역
- 몰리 버나드 - 앨리슨 역
- 에밀리 트러메인 - 로런 리버먼 역

## 제작
2018년 4월 신디 슈팩이 감독을 맡았으며 슈팩과 마크 앤드러스가 소설 'Whatever Makes You Happy'를 바탕으로 공동 각본을 쓴 이 영화에 퍼트리샤 아켓과 앤절라 배싯이 출연하기로 하였다. 제이슨 마이클 버먼과 캐시 슐먼이 각각 만달레이 픽처스와 웰스 엔터테인먼트의 배너 아래 이 영화를 제작하며 아켓과 배싯이 총괄 제작하고 넷플릭스가 배포할 것으로 알려졌다. 2018년 5월 싱콰 월스가 출연진에 합류했다. 2018년 6월 펄리시티 허프먼, 제이크 레이시, 제이크 호프먼이 섭외되었다.

### 촬영
본 촬영은 2018년 6월 11일 뉴욕에서 시작되었다.

## 개봉
2019년 7월 21일 51페스트에서 전 세계 최초로 상영되었다. 이 영화는 원래 2019년 4월 26일에 개봉될 예정이었다. 그러나 펄리시티 허프먼이 2019년 대학 입학 뇌물 사건에 연루됨에 따라 개봉일이 2019년 8월 2일로 연기되었다. 2019년 10월 17일 넷플릭스는 이 영화가 플랫폼에서 공개된 후 2,900만 명 이상이 시청했다고 발표했다.

## 반응
리뷰 애그리게이터 웹사이트 로튼 토마토에서 이 영화는 27개의 리뷰를 기반으로 26%의 지지율과 4/10의 평균 평점을 보였다. 이 사이트의 종합 평가에는 "유머가 부족하고 억지스러운, 세 주연 여배우들의 재능이 낭비된 특색 없는 모성 소재 코미디 드라마"라고 쓰여 있다. 메타크리틱에서 이 영화는 6명의 비평가를 기준으로 100점 만점에 38점의 가중 평균 점수를 받아 "일반적으로 선호되지 않는 평가"를 나타냈다.